# Aechmea castelnavii
Espèce
Classification phylogénétique
Synonymes
- Aechmea sprucei Mez

Aechmea castelnavii est une espèce de plantes à fleurs de la famille des Bromeliaceae, originaire de Bolivie et du Brésil.

## Synonymes
- Aechmea sprucei Mez[2].

## Galerie

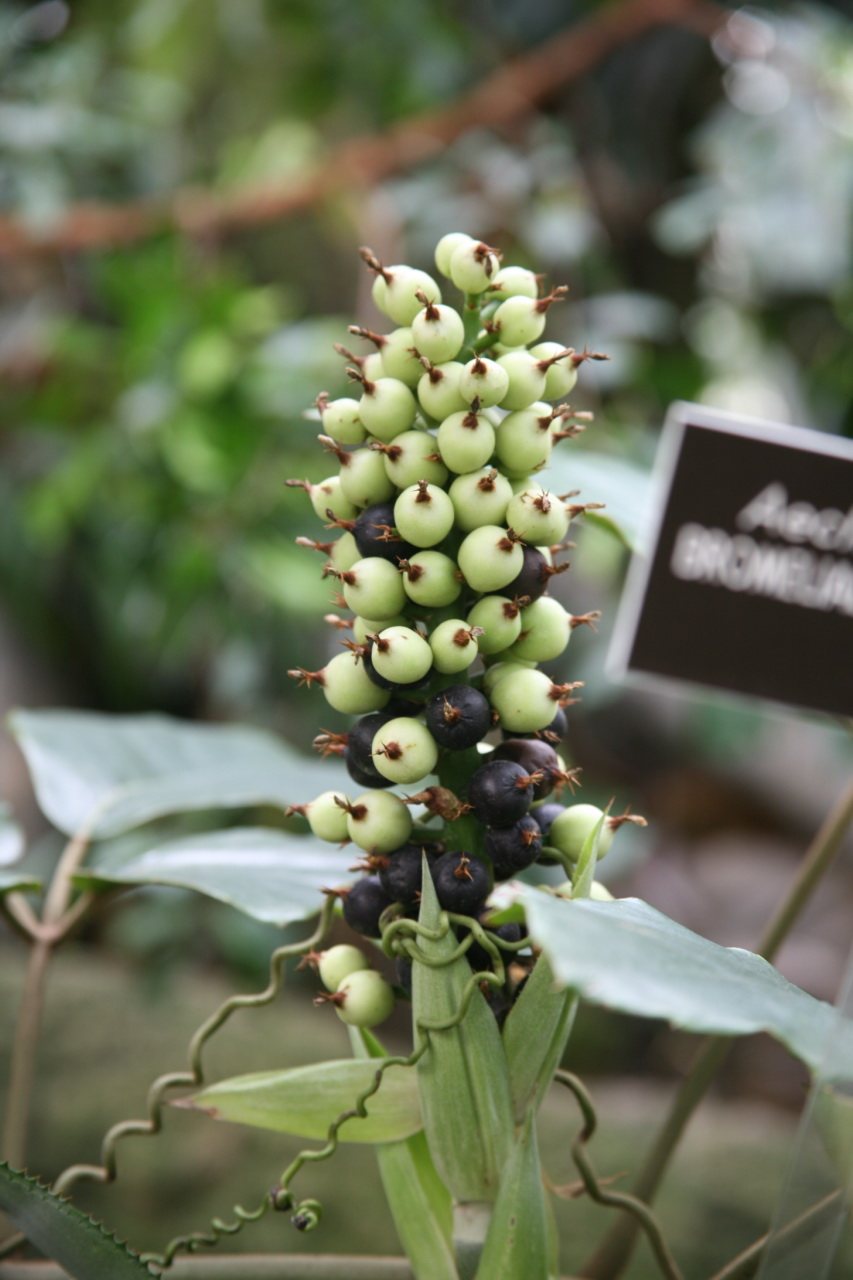
Fruits.